# پایگاه هوایی فرناندو
پایگاه هوایی فرناندو (به انگلیسی: Fernando Air Base) یک فرودگاه نظامی است که یک باند فرود آسفالت دارد و طول باند آن ۱۵۱۰ متر است. این فرودگاه در کشور فیلیپین قرار دارد.